# Henri de Brienne-Ramerupt
Pour les autres membres de la famille, voir Maison de Brienne.
Pour les articles homonymes, voir Brienne.
Henri de Brienne-Ramerupt et Venizy (né vers 1220, † en février 1248) est seigneur de Venizy en Champagne. Il est le fils d'Érard de Brienne, et de Philippa de Champagne.

## Biographie
À la mort de son père Érard de Brienne, il hérite de la seigneurie de Venizy, alors que son frère Érard II (vers 1220-1250) hérite de celle de Ramerupt.
En 1248, il prend part avec son frère Érard à la Croisade du roi Saint Louis, mais il meurt pendant la traversée jusqu'à Chypre.

## Mariage et enfants
Avant 1248, il épouse Marguerite de Salins, fille de Jean, dit l'Antique ou le Sage, seigneur de Salins, et de Mathilde de Bourgogne, dont il eut deux enfants :
- Érard de Brienne, qui succède à son père. Il a une fille (le nom de sa mère est inconnu) :
  - Béatrix de Brienne dame de Venizy, qui épouse avant 1310 Guillaume de Joinville, seigneur de Briquenay, fils de Mabile de Villehardouin de Lézinnes et de Geoffroy de Joinville, lui-même fils aîné du célèbre chroniqueur et sénéchal Jean et d'Alix de Grandpré.
    - Alix de Joinville dame de Venizy, qui † ap. mars 1358 et épouse le 16 avril 1331 Johann II von Saarbrücken, seigneur de Commercy.
- Henri de Brienne, probablement mort jeune.

Après sa mort, sa veuve, Marguerite de Salins, épouse en secondes noces Guillaume de Courtenay (1228-1280), seigneur de Champignelles, dont postérité.

## Sources
- Marie Henry d'Arbois de Jubainville, Histoire des Ducs et Comtes de Champagne, 1865.
- Marie Henry d'Arbois de Jubainville, Les premiers seigneurs de Ramerupt, 1861.